# Eugène de Barberiis
Eugène de Barberiis, né le 9 mars 1851 à Marseille et mort le 29 novembre 1937 à Sanary, est un peintre français.

## Biographie
Eugène de Barberiis est l'élève d'Édouard Detaille (1848-1912) et d'Étienne-Prosper Berne-Bellecour (1838-1910) à l'École des beaux-arts de Marseille, sa ville natale. Il vécut entre Paris, où il fut également élève de Tony Robert-Fleury, et Marseille. Il est connu pour ses toiles représentant des scènes militaires, ses portraits. Sa recherche de la lumière méditerranéenne le mènera à peindre de nombreux paysages et marines en Provence. Il se consacre à la peinture provençale durant toute la dernière partie de sa vie. 
Il est l' ami de Jules Cantini, Jean-Baptiste Olive, Zino Francescatti et Édouard Crémieux. Il a fait un portrait de Joris-Karl Huysmans et collaboré entre autres à la Collection des cent.
Plusieurs de ses œuvres sont conservées au musée des beaux-arts de Marseille et au musée Cantini.
Il demeurait à Paris au no  14 rue de Chabrol.

## Collections publiques

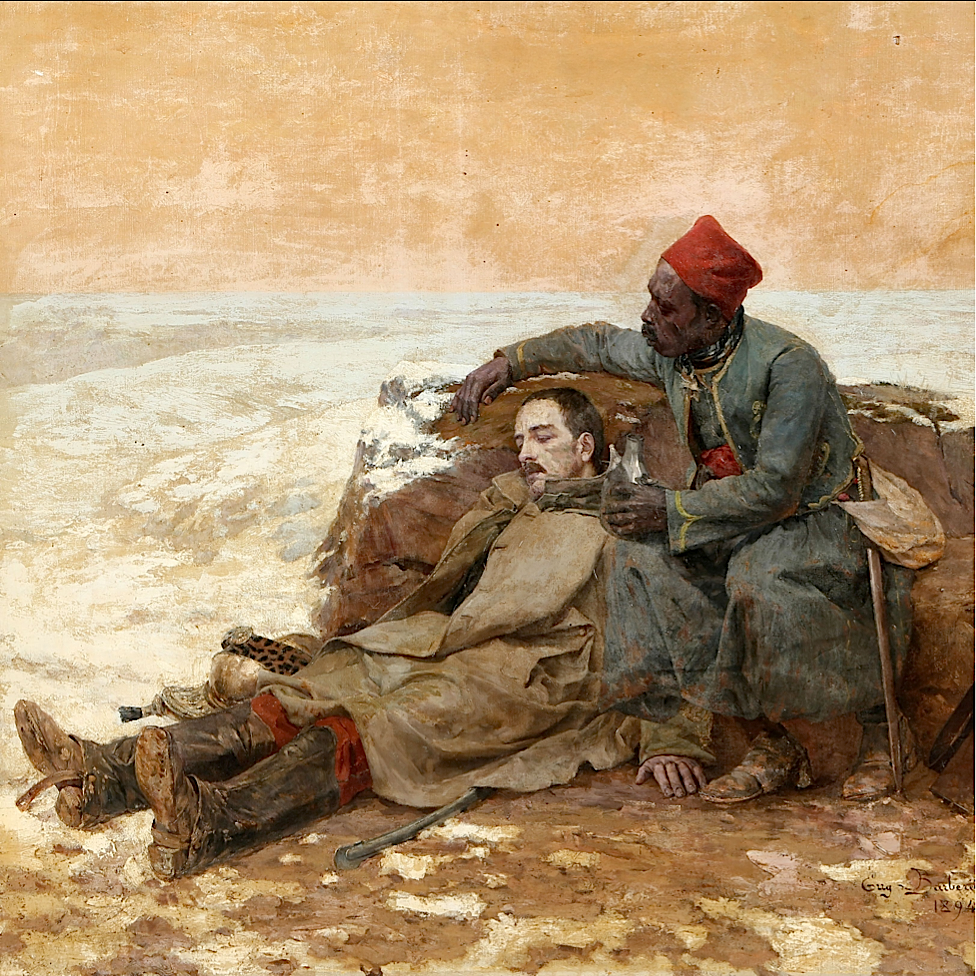
Officier de dragons secouru par un tirailleur algérien, huile sur toile, 1894 (Collection privée).

- Musée des beaux-arts de Marseille
- Musée Cantini

## Expositions
- 1885 : 27e exposition d'Amiens : L'Abreuvoir

## Récompenses
- Médaille d'argent et de bronze à Nîmes, Montpellier et Marseille[3]